# 那亞加爾縣
那亞加爾縣是印度的一個縣，位於該國東部，由奧里薩邦負責管轄，面積3,890平方公里，每年平均降雨量1,449毫米，2001年人口535,385，人口密度每平方公里138人。

## 外部連結
- 官方网站